# ديفيد تومسون (لاعب دوري الرغبي)
ديفيد تومسون (بالإنجليزية: David Thompson)‏ هو لاعب دوري الرغبي أسترالي، ولد في 17 مارس 1978 في سيدني في أستراليا.